# Loznica (gmina Višegrad)
Loznica (cyr. Лозница) – wieś w Bośni i Hercegowinie, w Republice Serbskiej, w gminie Višegrad. W 2013 roku liczyła 18 mieszkańców.